# الغضب الأكبر
الغضب الكبير (بالفنلندية: Isoviha؛ السويدية: Stora ofreden) مصطلح يشير في التاريخ الفنلندي للغزو الروسي وما لحقه من احتلال عسكري لفنلندا التي كانت تحت تسيطر السويدية، من سنة 1714 حتى معاهدة نيستاد سنة 1721 التي أنهت حرب الشمال العظمى، رغم أن هذا المصطلح يستخدم أحياناً للدلالة على كل حرب الشمال العظمى.